# SMS Hansa (1872)
SMS Hansa – niemiecki okręt pancerny, który wszedł w skład Kaiserliche Marine w 1875 roku. W Niemczech klasyfikowany jako korweta pancerna. Była to pierwsza jednostka pancerna zbudowana w Niemczech. Okręt otrzymał imię dla uczczenia Związku Hanzeatyckiego. Z uwagi na znaczną korozję kadłuba wycofany ze służby w 1888 roku.  

## Projekt i budowa

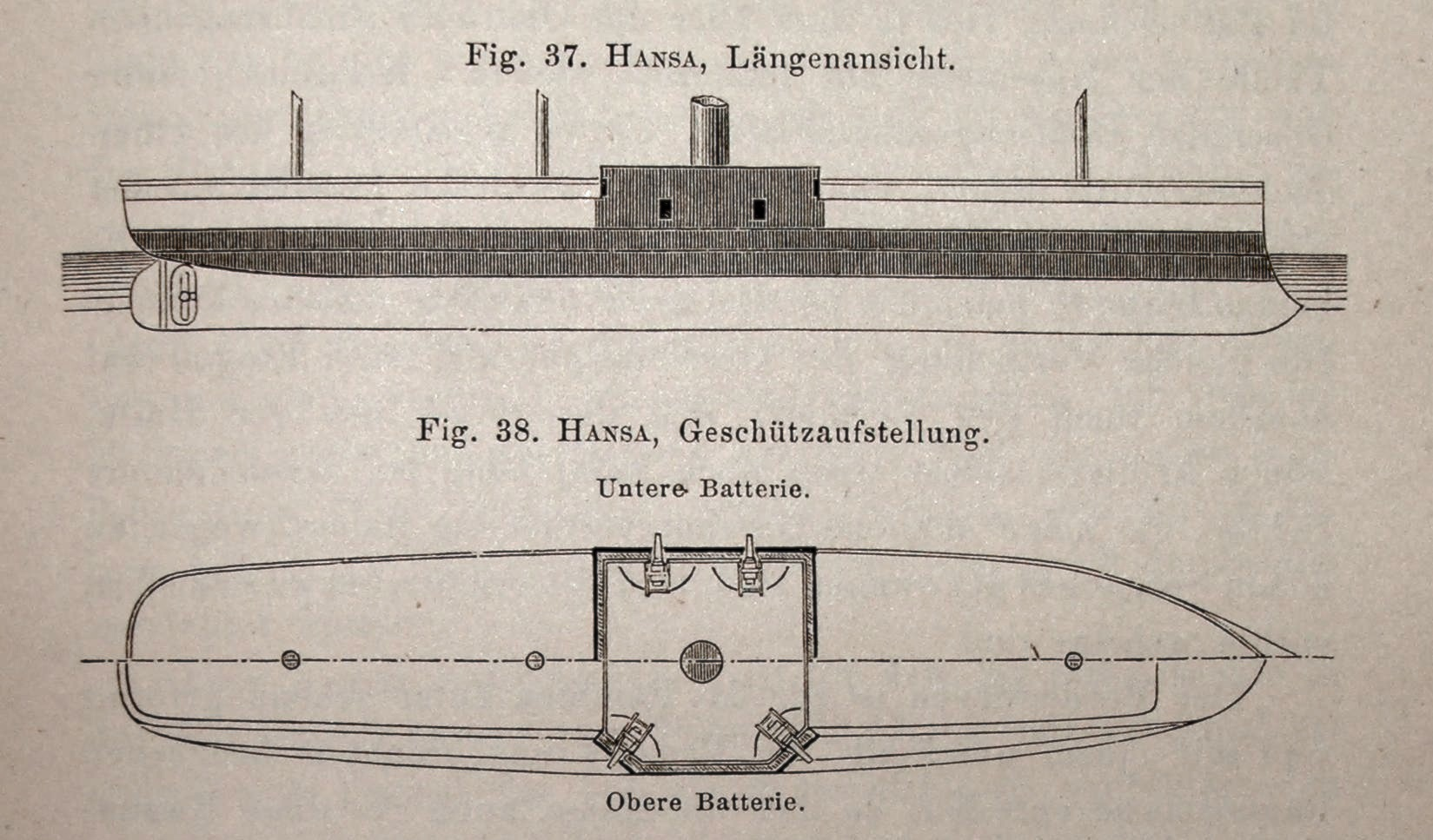
Szkic konstrukcyjny z zaznaczeniem opancerzenia i rozmieszczenia artylerii

Budowa pierwszego okrętu pancernego zbudowanego w Niemczech rozpoczęła się w 1868 roku w Stoczni Królewskiej w Gdańsku.  Wodowanie nastąpiło 26 października 1872 roku w tej samej stoczni, która w międzyczasie z uwagi na powstanie niemieckiego państwa narodowego zmieniła nazwę na Kaiserliche Werft. Okręt wszedł do służby 19 maja 1875 roku pod nazwą „Hansa”. W jego konstrukcji wykorzystano elementy wykonane ze stopu żelaza, głównie wręgi i elementy pancerza, w połączeniu z elementami wykonanymi z drewna. Zastosowano sześć przedziałów wodoszczelnych. Okręt wyposażono w maszynę parową o mocy 450 KM wyprodukowaną przez szczecińską stocznię AG Vulcan Stettin, która napędzała jedną trzyłopatową śrubę okrętową. Jako pomocniczy zastosowano napęd żaglowy.

## Służba
Zgodnie z planami pierwsze lata służby upłynęły okrętowi na ochranianiu szlaków komunikacyjnych. W październiku 1878 roku „Hansa” została skierowana w rejon Karaibów, gdzie operowała głównie u wybrzeży Wenezueli. Jesienią 1879 roku okręt skierowano na Pacyfik, gdzie rozważano jego udział w odbiciu niemieckiego statku handlowego przetrzymywanego w peruwiańskim porcie Callao w związku z wojną pomiędzy Chile a Boliwią.
W 1884 roku odkryto, że kadłub okrętu jest poważnie skorodowany, w związku z czym wycofano go ze służby i przeznaczono do zadań pomocniczych. Na jednostce stacjonował oddział wartowniczy, a także były prowadzone szkolenia w obsłudze siłowni okrętowych. Ostateczne skreślenie z rejestru floty nastąpiło 6 sierpnia 1888 roku. Okręt sprzedano za 96 tysięcy marek i złomowano w 1906 roku w Świnoujściu.